# Coucieiro (Baños de Molgas)
Coucieiro (llamada oficialmente San Vicente de Coucieiro) es una parroquia española del municipio de Baños de Molgas, en la provincia de Orense, Galicia.

## Organización territorial
La parroquia está formada por una entidad de población:
- A Lamela

## Demografía
| Gráfica de evolución demográfica de Coucieiro entre 2000 y 2022 |
|                                                                 |
| Datos según el nomenclátor publicado por el INE.                |